# 索马纳哈利·马拉亚·克里希纳
索马纳哈利·马拉亚·克里希纳（英語：Somanahalli Mallaiah Krishna；1932年5月1日—2024年12月10日），印度政治家。曾任印度外交部长。2009年以来，克里希纳担任印度议会联邦院在卡纳塔克邦的议员，同时从1999年到2004年他还是是卡纳塔克邦首席部长，从2004年到2008年，他是马哈拉施特拉邦总督。

## 早年生活和教育
克里希纳是律师马里艾哈的儿子，出生于卡纳塔克邦的门迪亚。他在印度班加罗尔法学院（University Law College, Bangalore）获得法律学位。克里希纳毕业后在美国城市达拉斯的南方卫理公会大学升造，后获得美国福布莱特计划的资助在华盛顿特区的乔治·华盛顿大学法学院（George Washington University Law School）读书。克里希纳在回到印度后不久，于1962年当选卡纳塔克邦议会议员。 

## 政治生涯
1989年至1992年，克里希纳担任卡纳塔克邦立法议会议长和卡纳塔克邦副首席部长。
1996年和2006年，克里希纳担任联邦院议员。
2009年5月22日，克里希纳担任印度外交部长。

## 个人生活

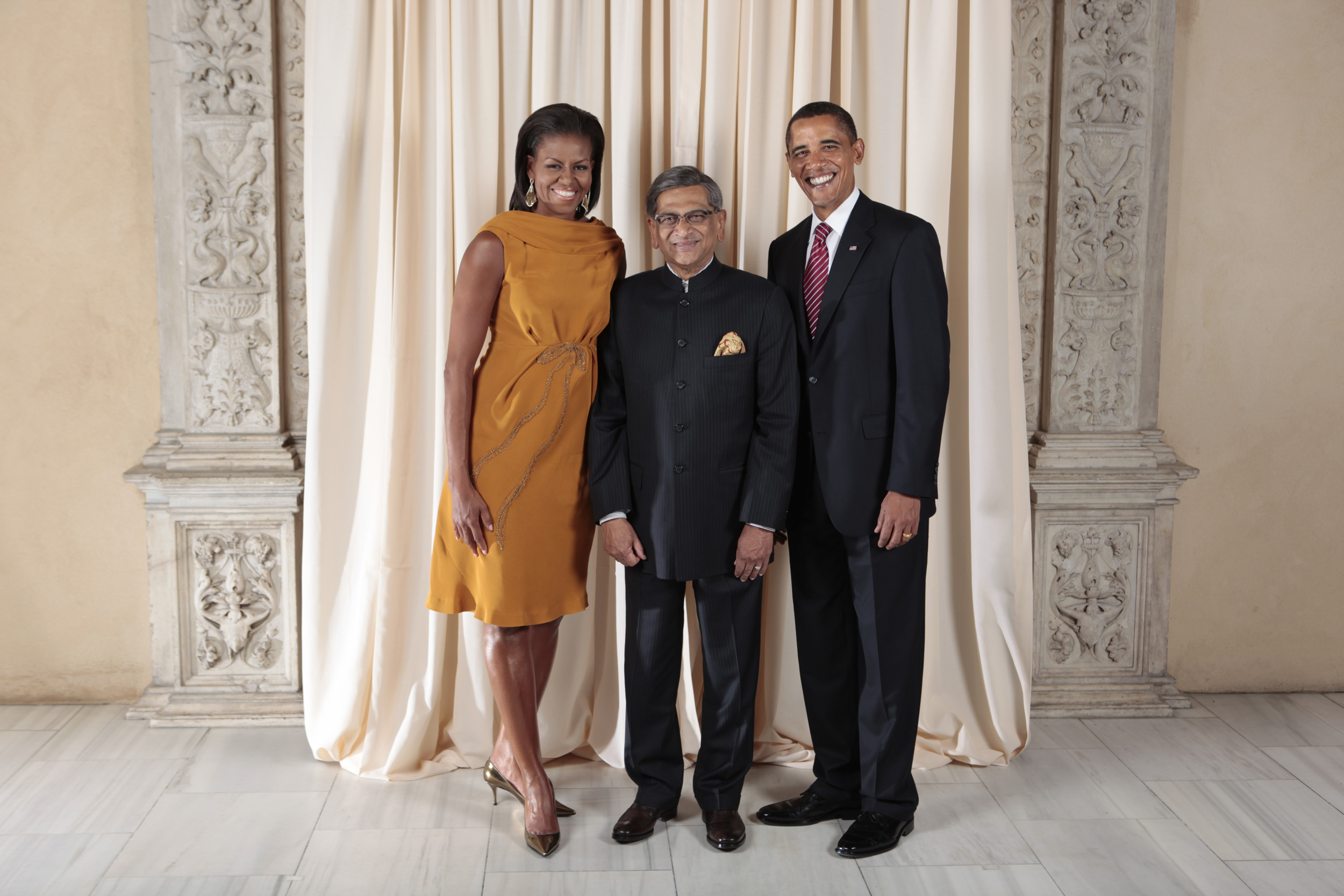
克里希纳和美国总统奥巴马以及奥巴马夫人在美国纽约。

1964年4月29日，克里希纳和普利马结婚，两人育有2个女儿。